# 阿道夫·希特勒之死
1945年4月30日，大德意志國元首兼總理及納粹黨領袖阿道夫·希特勒在柏林的元首地堡内用手枪击中右侧太阳穴自杀身亡。他的妻子爱娃也服下氰化物，与他一同自尽。两人死亡时，这段婚姻尚不满40小时。當天下午，根据希特勒生前的指示，希特勒的手下将二人的尸体从应急出口抬出地堡，随后在总理府花园内用汽油将尸体焚化，埋葬在花园内的弹坑中。希特勒死后，海军元帅卡尔·邓尼茨成为其继承人。而在元首地堡中，包括宣传部长约瑟夫·戈培尔夫妇在内的多位希特勒支持者纷纷尋短。
苏联红军占领总理府后，苏联情报机构找到希特勒和爱娃二人被焚烧过的遗骸，之后将其转移到了其他地点，仅保留了希特勒遗骸上的部分下颌骨以作鉴定之用。苏联还曾因为政治目的而制造假象，坚称希特勒在战后仍然活着，但这一说法之后被证明是不可信的。希特勒的具体死因也在历史上有过不同的看法，但可信度都不高。1970年，二人的尸体被苏联情报机构再次挖出并火化，骨灰也被丢弃一空。
苏联还在希特勒埋葬过的弹坑中找到其部分头骨，这部分残骸碎片的真实性也存在争议。这些碎片一直以来被认为是希特勒本人头骨的一部分，但2009年美国研究者对这些头骨碎片进行DNA测定之后发现这些碎片实际上属于一个不到40岁的女性。苏联作为关键证据保存下来的部分下颌骨则没有检测。2018年，法国研究者在检测了牙齿碎片后确认其属于希特勒本人，并推断其在开枪自杀的同时服下了氰化物毒药。

## 背景

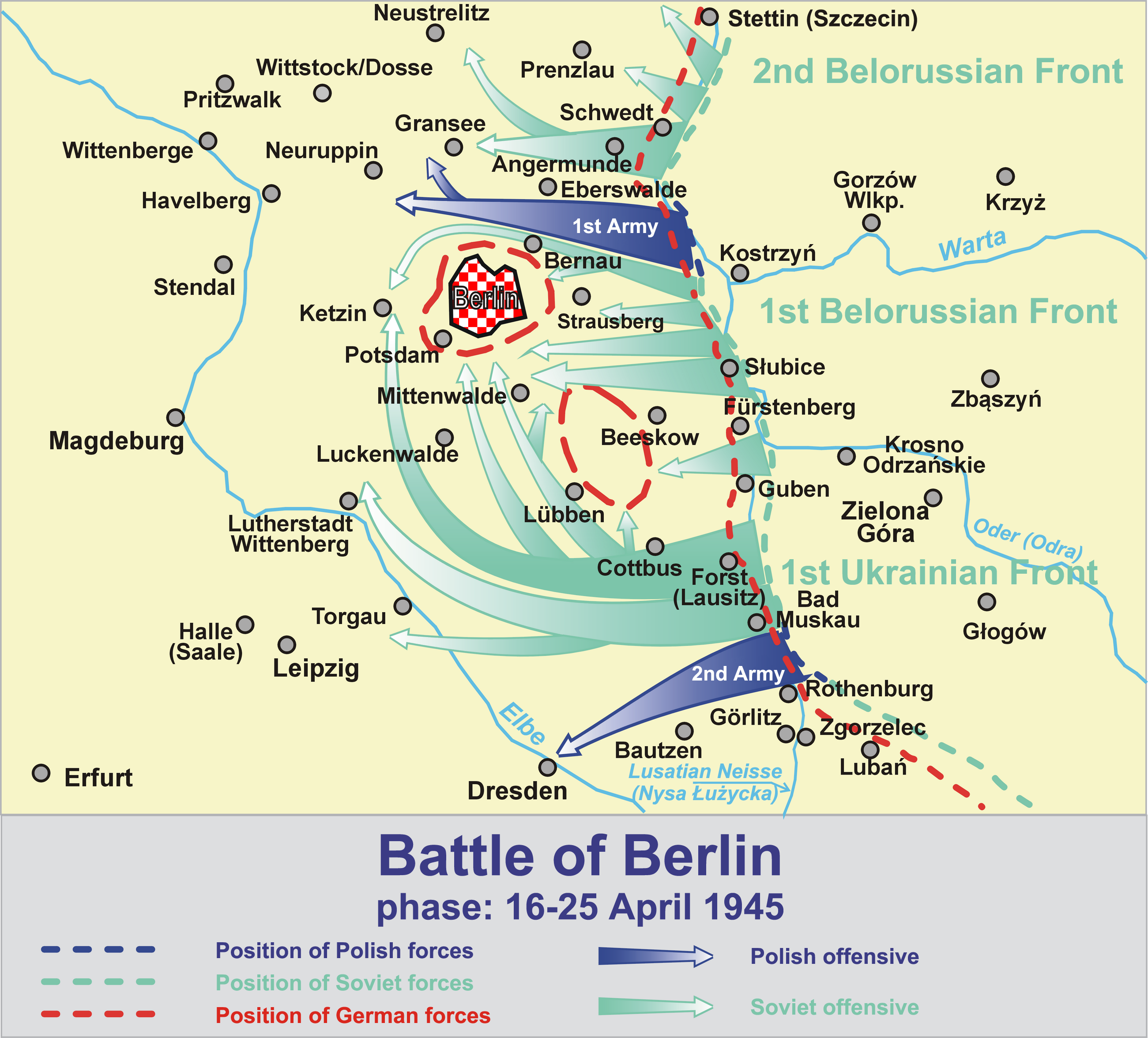
1945年4月16日—26日，柏林战役中的苏联红军攻势

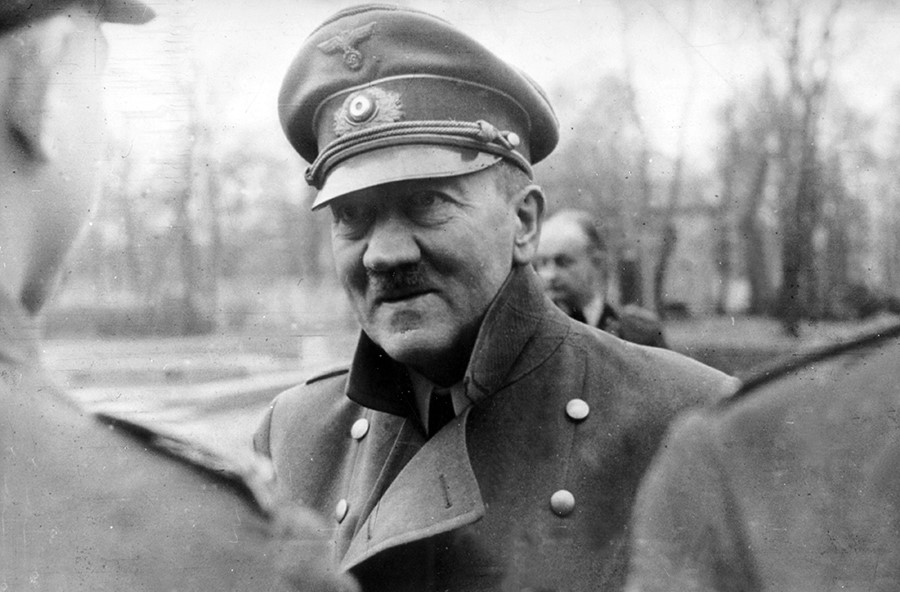
希特勒在帝國總理府元首地堡外面檢閲希特拉青年團（1945年4月20日）

1945年初，德军已经濒临全线崩溃。在东方战线，苏联红军步步推进，已经占领波兰全境，准备从科斯琴和法兰克福之间渡过奧得河，意图攻下奥得河以西82（51英里）的柏林。在西方战线，德军刚在阿登战役中遭到盟军重创，英国和加拿大军队已经跨越莱茵河，攻入了德国的工业心脏地带鲁尔区。南部的美军则占领了洛林，向美茵茨、曼海姆和莱茵河推进。在意大利战场，德军及殘餘意軍也受到美军和英军的春季攻势，被迫北撤。盟军突破波河，抵达阿尔卑斯山南麓。与此同时，2月4日至11日，同盟国领袖在雅尔塔举行会议，共同商讨战后欧洲和世界格局。

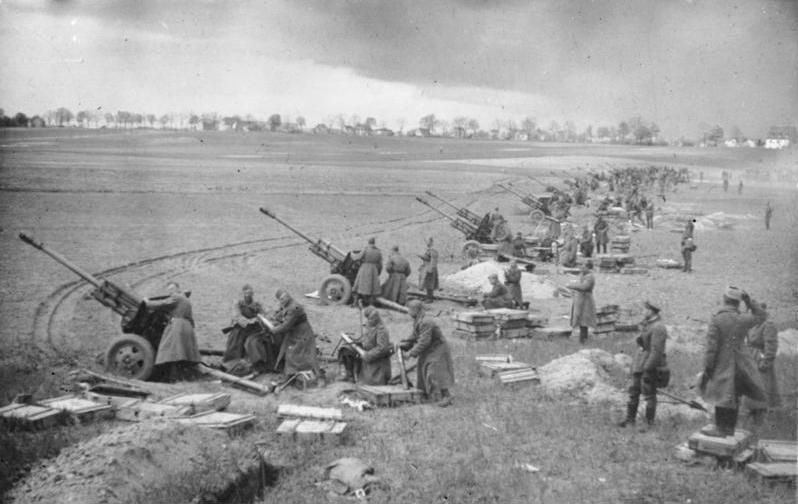
1945年4月20日，苏联红军在希特勒生日当天炮击柏林

隨著第三帝国土崩瓦解，1945年1月16日，希特勒已经撤回到柏林的元首地堡。纳粹党领导人也已经明确意识到，柏林战役将是纳粹德国的最后一战。4月11日，西方的美军渡过易北河，向东100（62英里）就将到达柏林。4月16日，东方的苏联军队跨过奥得河，展开施劳弗高地战役，对德军在东方战线上保卫柏林的最后主力防线发动了进攻。而在西方战线，4月18日，德军B集团军群约325,000名士兵在鲁尔被包围后全军覆没。自此，美军通往柏林的道路也已经畅通无阻。到4月19日时，东方战线上施劳弗高地的德军已经撤离前线。4月20日希特勒本人生日当天，柏林首次遭到苏联的炮击。4月21日晚，苏联红军的坦克已经驶进柏林市郊。

元首地堡结构平面图

1945年4月22日下午的形势会议上，希特勒得知党卫队上级集团领袖菲利克斯·施坦因納在前一天没有按照自己的命令把援军调动到柏林。他长篇大论痛斥了属下将领的背叛和无能，最终只得宣告战争已经失败。这也是他首次承认战争的失败。希特勒随后宣布自己将在柏林坚守至最后，然后将饮弹自戕。当天晚些时候，希特勒向党卫队医生维尔纳·哈泽询问最有效的自盡方法。哈泽建议他采用“手枪加毒药”的方法，服下氰化物的同时举枪射向头部。「國家元帅」、空军总司令赫尔曼·戈林曾在1941年被希特勒指定为接班人，他在得知这项计划之后，向希特勒发来电报，请求接管国家指挥权。戈林的政敌、希特勒的个人秘书马丁·鲍曼在接到电报后，煽动希特勒相信戈林有叛变的意图。希特勒于是命令戈林辞去一切职务，否则就处死他。之后直接解除了戈林全部职务，开除他的党籍，下令逮捕他。
4月27日，柏林已经被围困，和德国其他地区失去联系。元首地堡与防卫部队之间的加密无线电通信已经断绝，指挥官不得不使用电话传达指令，靠公共广播才能获取新闻和情报。4月28日，英国广播公司援引路透社报道称党卫队全国领袖海因里希·希姆莱已经向西线盟军表明自己有权进行投降谈判，提出向盟军投降的提议，但遭到盟军拒绝。希特勒看到这篇报道后十分愤怒，认为这是叛国的行为。当天下午，他已经怒不可遏，下令逮捕希姆莱，同时命人枪毙了希姆莱派驻在柏林希特勒总部的党卫队联络官赫尔曼·菲格莱因。
此时，苏联红军已经行进到柏林波茨坦广场，各种迹象都表明红军正在为突袭总理府做最后的准备。这一消息和希姆莱背叛的双重打击促使希特勒下定决心结束自己的生命。4月29日凌晨，希特勒与爱娃·勃劳恩在元首地堡的地图室内举行小型婚礼，正式结为夫妻。二人共享了一顿简单的婚礼早餐。随后希特勒带秘书特劳德尔·荣格到另一间房间，口述自己的遗嘱，让秘书记录下来。凌晨4时，他在遗嘱上簽下姓名，然后上床休息了。（一说希特勒是在婚礼之前让秘书记录下遗嘱的，然而所有资料都一致确定他最后在遗嘱上签字的时间是凌晨4时。）
4月29日，希特勒得知自己的盟友，意大利国家法西斯党领袖贝尼托·墨索里尼已经被意大利抵抗运动的共产党游击队枪决，和情人克拉拉·贝塔西的两具尸体一同被倒吊在广场上示众。二人的尸体随后被取下丢弃，遭到了意大利人的痛骂和报复。希特勒之前在遗嘱中就写到，不愿让自己和妻子的遗体遭受羞辱，墨索里尼的遭遇可能进一步加强了他的这份决心。当天下午，希特勒担心希姆莱的党卫队给他的氰化物胶囊是否有效。为了检验胶囊的毒性，他命令维尔纳·哈泽医生给自己的宠物狗服下一粒，牠也因此而身亡。

## 飲彈自戕

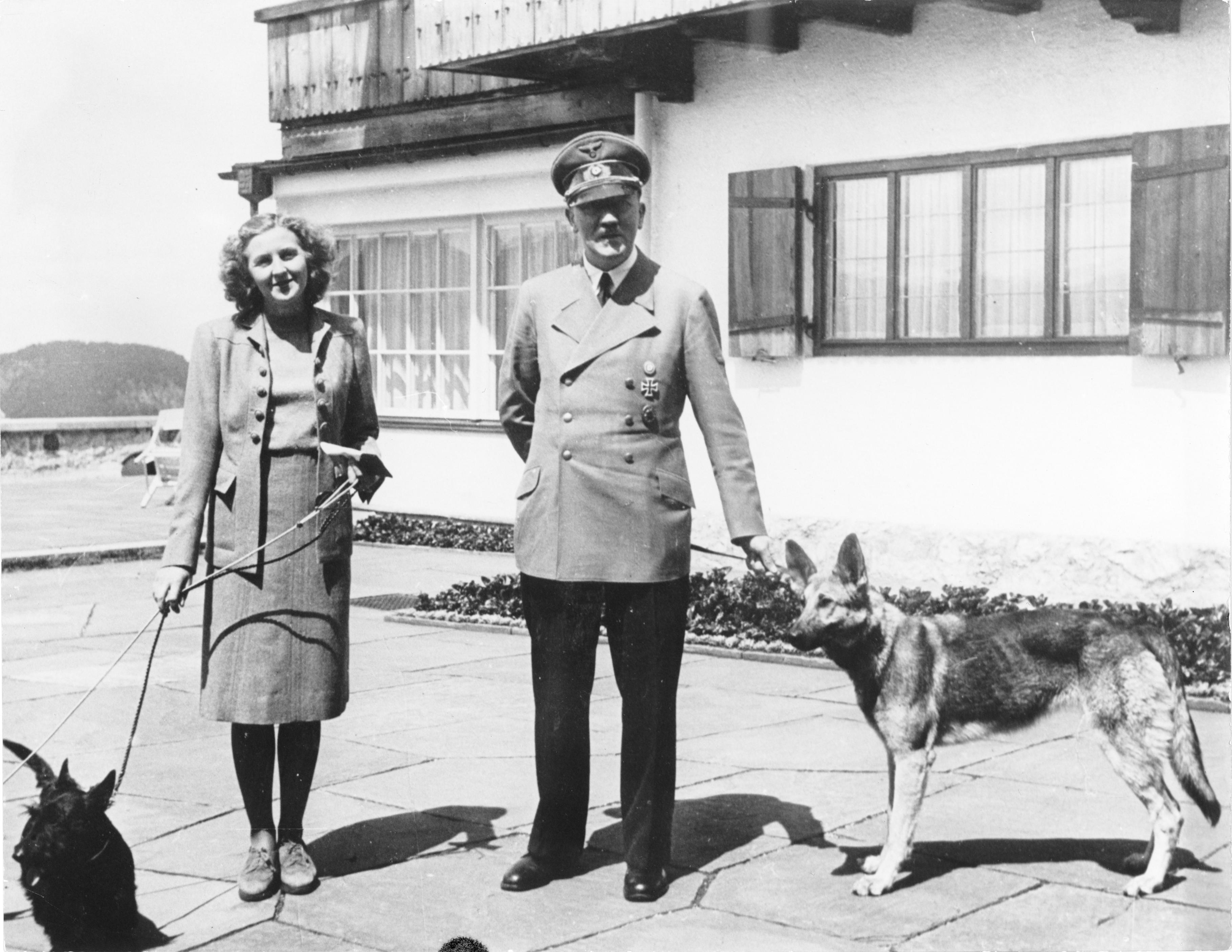
愛娃·勃劳恩与希特勒，希特勒手中牵着的是布隆迪，照片摄于1942年6月

希特勒和爱娃·勃劳恩在地堡中的婚姻没有超过40小时。4月30日凌晨1时，威廉·凱特爾元帅报告称希特勒原本指望的援军或被围困，或被迫转为防御状态，都无法抵达柏林。30日早晨，苏军距离地堡已经不足500（1,600英尺），希特勒与柏林城防司令黑尔姆特·魏德林上将会面。魏德林向希特勒报告称守城部队的弹药可能在晚上就会用尽，战斗在24小时之内就会不可避免地结束。他向希特勒请求再一次突围，但希特勒没有回应。魏德林也回到了自己位于蒂尔加滕地区本德勒館的总部。13时左右，魏德林收到希特勒的突围许可，同意他当晚尝试突围。希特勒随后和两个秘书以及私人厨师共进午餐。午餐后，希特勒和爱娃向元首地堡内的员工和其他人告别，包括马丁·鲍曼、约瑟夫·戈培尔一家、秘书以及其他几位军官。14:30左右，希特勒和爱娃两人走进了希特勒的私人书房。
数名目击证人在之后声称，15:30左右时听到了巨大的枪声。几分钟后，希特勒的贴身侍从海因茨·林格在鲍曼的陪同下打开了书房门。林格后来称当时自己立刻注意到了书房内弥漫的烧焦杏仁味，而这正是氢氰酸中毒的常见迹象。希特勒的副官，党卫队突击队大队领袖奥托·京舍进入书房发现了沙发上的尸体。爱娃双腿下垂，在希特勒左边倒在外侧。京舍称希特勒“……坐在那里，……身体沉下去，鲜血从右侧太阳穴流出。他用自己的7.65毫米口径瓦爾特PP手枪射中了自己。”枪被丢在他的脚边。希特勒的保镖，党卫队上级小队领袖罗胡斯·米施称，希特勒的头就倒在他面前的桌子上。鲜血从希特勒尸体的右太阳穴和下颌滴下，在沙发右侧扶手和地毯上留下一滩血迹。而林格表示，爱娃的尸体上没有可见的伤口，尸体的面部表情表明她已经因氰化物中毒身亡。京舍和党卫队旅队领袖威廉·蒙克都明确表示，所有无关人士以及地堡的勤杂人员在15:00到16:00的死亡时间内都“无法进入”希特勒的私人居住区。

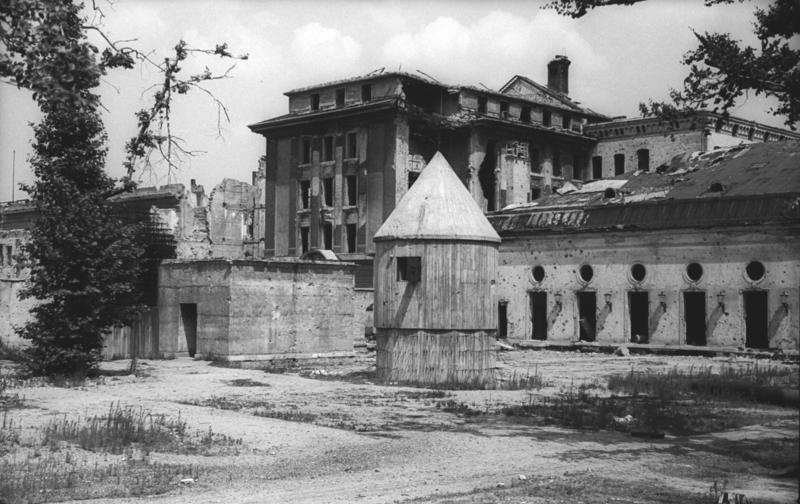
元首地堡的地上部分及总理府花园。中间的圆形建筑中是地堡发电和通风设备，左侧是地堡紧急出入口，希特勒和爱娃的尸体就在这个出口前的弹坑中被焚毁

随后京舍离开书房，宣布元首逝世。两具尸体也被搬上楼梯，从地堡的紧急出口运送到帝国总理府后面的花园中浇上了汽油。目击证人米施称，有人在此时大喊：“快上楼，他们把老大烧了！”最初尝试点火时汽油无法点燃，于是林格又从地堡中取了一大卷纸回来。鲍曼点燃了纸，当做火把扔到尸体上，两具尸体就这样被点燃。一小群人站在地堡的门口，举起手臂向火堆敬礼。这群人中有鲍曼、京舍、林格、戈培尔，以及希特勒的私人司机艾利赫·凯姆普卡，親衛隊上级突擊隊大隊領袖、希特勒的保镖部队成员彼得·赫戈尔，親衛隊高级突擊隊領袖埃瓦尔德·林德洛夫和上级突擊隊領袖汉斯·赖赛尔（Hans Reisser）。16:15左右，林格命令党卫队下级突击队领袖海因茨·克吕格（Heinz Krüger）和上级小队领袖维尔纳·施维德尔（Werner Schwiedel）把书房中的地毯处理掉。施维德尔在之后称，一进入书房就看到沙发的扶手上有一滩和“大号盘子”相似大小的血迹。他还注意到地毯上7.65毫米口径手枪旁有一发用过的子弹壳，于是弯腰把子弹壳捡起。两人一同把书房中的沾血的地毯搬上楼梯，到总理府花园中烧毁处理。
当天下午，苏联军队一直断断续续地炮击总理府和附近地区。而焚烧尸体的汽油量太少，不足以将尸体完全焚毁，党卫队卫兵又不断添进更多汽油。随后林格发现，由于尸体是在露天环境下焚烧的，热量分布不均，所以尸体最终並没有被完全燒毀。焚烧尸体的工作一直从16:00持续到了18:30。18:30时，林德洛夫和赖赛尔把残骸埋在了一个浅弹坑中。

## 后续

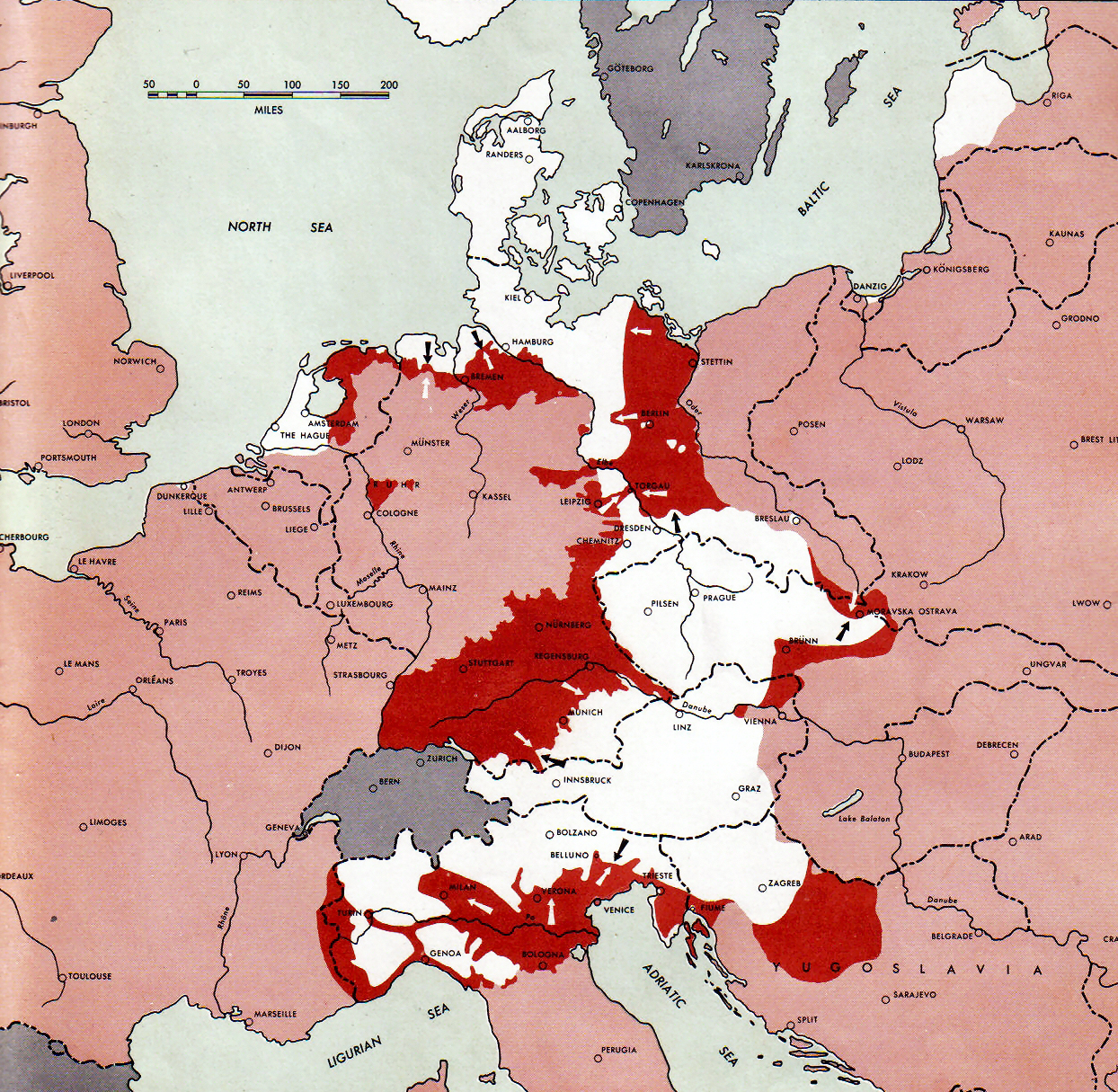
希特勒死时的二战欧洲局势图（1945年5月1日）。
白色区域为軸心國控制地区
粉红色区域为盟军控制地区
红色区域表示盟军新近夺取的地区

最早向外界透露了希特勒死讯的正是德国人自己。5月1日，汉堡帝国广播在广播中插播快讯，称稍后将发布重大消息，之后播放了理查德·瓦格纳和安东·布鲁克纳的哀乐。希特勒在遗嘱中指定的继承人，海军元帅卡尔·邓尼茨在广播中宣布了希特勒的死讯和自己继位為帝國總統的消息。邓尼茨同时呼吁德国民众为元首哀悼，称希特勒是为保卫帝国首都而死的英雄。邓尼茨希望能拖延时间与英美协商投降以保全军队和国家，因此命军队向西撤退。这一策略获得了一定的成效，有效避免了180万德国士兵被苏军俘虏；但同时，军队一直战斗到5月8日，也付出了惨重的代价。
希特勒死亡的消息在他死的當天亦傳遞到德國剩下還在作戰的盟國——大日本帝國。日本政府在國內電台宣佈了希特勒元首已經死亡和鄧尼茨繼任職務的消息、朝日新聞亦報道了消息。儘管如此，日本也沒有下半旗致哀（盟國的最高領導人死亡應該下半旗以示尊重），因為在日本看來，希特勒選擇自殺是懦弱的行為，不符合其武士道精神或戰鬥到死的精神。
時任日本外務大臣東鄉茂德稱德國背叛了三國同盟條約，德國外交部長科洛希克亦向日本政府表示：「很遺憾德國政府沒能做到作為盟國的義務。」

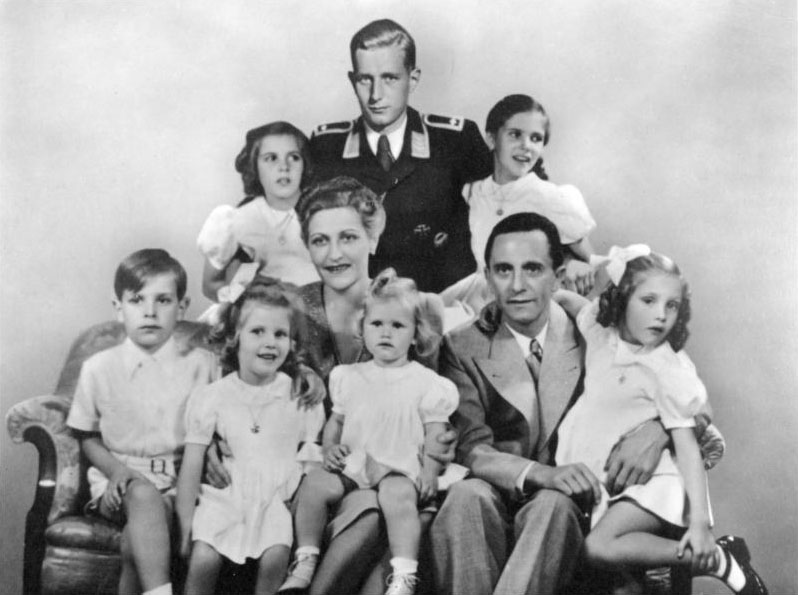
戈培尔夫妇和子女。图中最后一排站立者为戈培尔的继子哈罗德·匡特，是戈培尔家战后唯一生还者

5月1日凌晨04:00，德军上将汉斯·克雷布斯受帝國總理约瑟夫·戈培尔指派，与苏联上将崔可夫会面，希望能商讨确定双方都可接受的投降条款。会面时，克雷布斯将希特勒的死讯透露给了崔可夫。5月1日上午，苏联共产党总书记斯大林在希特勒死后13小时得知了这一消息。他要求德军无条件投降，同时下令寻找希特勒死亡的确凿证据，希望能够找到希特勒的尸体。5月1日晚，玛格达·戈培尔在元首地堡中喂自己的六个子女服下氰化物后与總理戈培尔双双自盡。5月2日早晨，苏联红军占领了帝国总理府，克雷布斯上将和威廉·布格道夫上将两人在元首地堡中举枪击中头部自戕。
5月2日晚些时候，苏联红军情报机构施密尔舒的一支负责搜寻希特勒尸体的小分队在一个弹坑中发现了希特勒、爱娃和两只狗（据信是布隆迪和其幼崽伍尔夫）的遗骸。斯大林对希特勒之死仍然将信将疑，下令只能向公众透露审查过的信息。苏联红军在找到这些遗骸之后，仅保留了一部分下颌骨以供齿科检测确定遗骨身份。5月11日，苏联方面已经通过希特勒的牙医雨果·布拉什克和他的牙科技师确认，这些遗骸确实属于希特勒和爱娃。两具遗骸之后被重新转移到马格德堡的一处施密尔舒设施，于1946年2月21日埋葬在无名墓穴中。戈培尔一家被焚烧过的遗骸也一同被埋葬在这里。墓穴的具体地点始终是保密的。

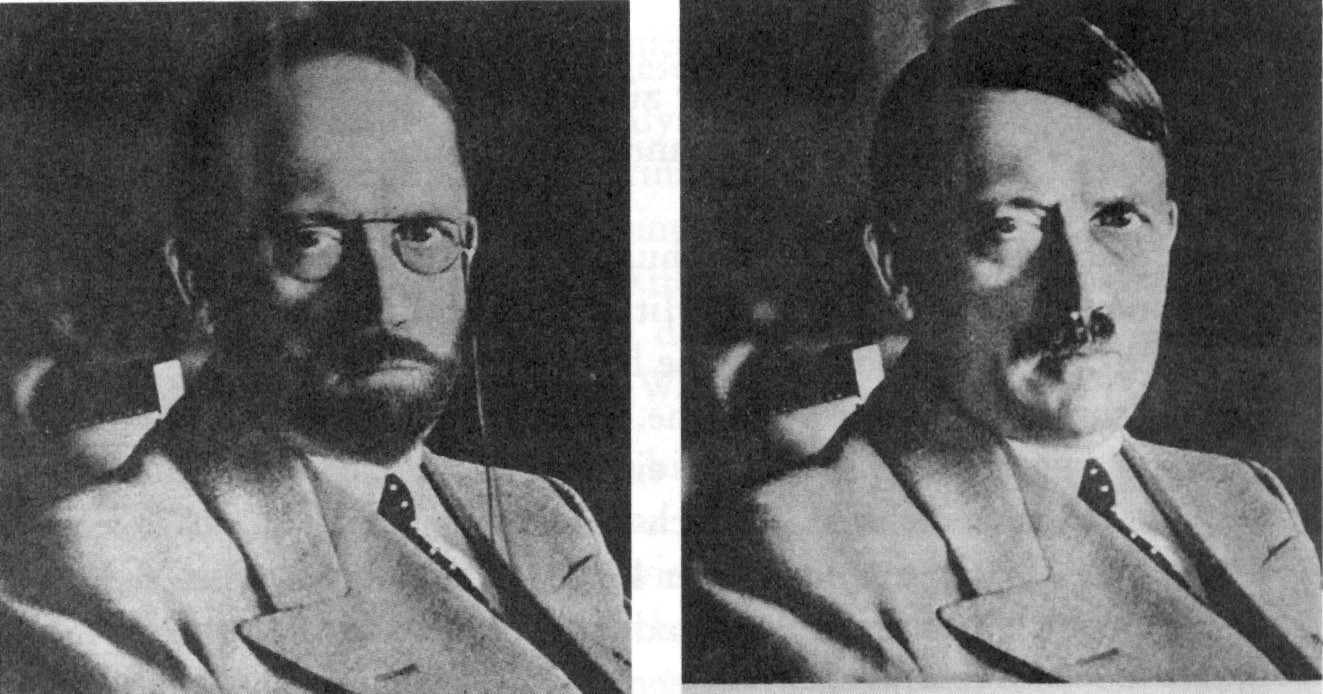
1944年美国特勤局推测希特勒逃跑时可能会采取的伪装造型

对希特勒的最终命运，苏联曾因政治目的给出过不同的答案。在1945年战后的一段时间内，苏联坚称希特勒没有死，而是潜逃到同盟国中的西方国家，被这些国家保护起来。这一说法是苏联伪造的，借此在西方国家之间制造相互怀疑和猜忌，最初人们也接受了这一说法。纽伦堡审判美国律师团团长托马斯·J·多德就曾表示；“没有人能说他（指希特勒）已经死了。”1945年8月，美国总统杜鲁门在参加波茨坦会议时向斯大林询问希特勒是否已经死亡，但是却直接回应杜鲁门称：“没有。”当时的柏林英占区反间谍机构负责人迪克·怀特（之后成为军情五处和军情六处负责人）派手下的特工休·特雷弗-罗珀调查了希特勒的最终下落。特雷弗-罗珀在1945年11月得出结论，推翻了苏联的说法，确认希特勒和爱娃已于4月30日死亡。他随后就此撰写了报告，并于1947年将相关的研究出版成《希特勒的最后几天》（The Last Days of Hitler）一书。1969年，苏联记者列夫·贝兹曼斯基（ / ）在自己的书中详细介绍了希特勒的死亡，并在西方国家出版。书中包含了施密尔舒的尸检报告，但因苏联之前一直试图掩盖真相，西方史学家一度认为其可信度不高。
关于希特勒的死因，历史上也说法不一。曾有一些史学家认为希特勒是服毒身亡，亦有人认为他在服下氰化物胶囊的同时举枪自戕。当代史学家认为这两种说法均不可信，或是苏联方面为政治宣传做出的误导，或是部分学者为综合不同结论而臆想出的折衷理论。曾有证人声称希特勒的尸体上的迹象表明子弹是从口中射入的，然而这一证词并无说服力，也不太可能成立。

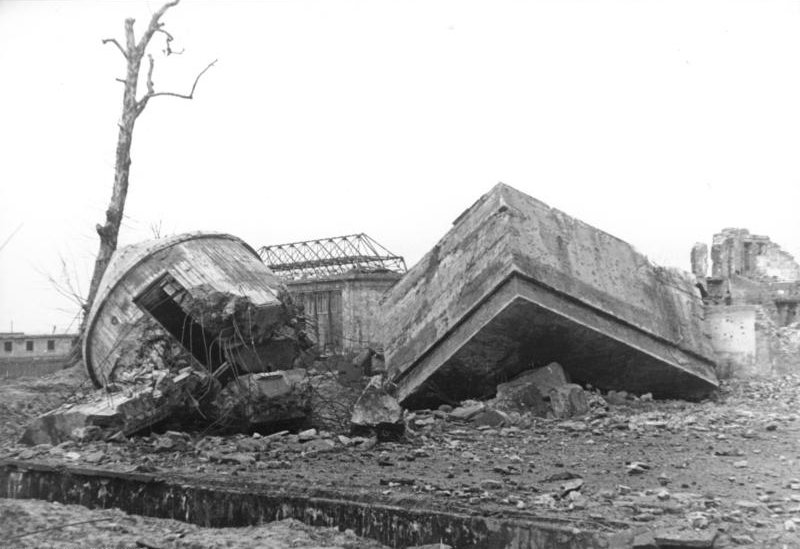
元首地堡于1947年被毁后的遗迹

1970年，埋葬希特勒遗骸的施密尔舒设施当时已经交由克格勃管理，按计划将最终被移交给东德政府。克格勃首长尤里·安德罗波夫担心移交东德之后，希特勒的埋葬地被曝光，可能成为新纳粹主义的圣地，于是下令彻底毁掉1946年埋下的希特勒遗骸。苏联克格勃的一支小队获得了具体的埋藏地点信息，于1970年4月4日秘密挖出了五个木箱，箱中装有“10或11具尸体”的残骸，“已经严重腐烂了”。这些残骸被彻底焚毁并粉碎，最后骨灰被撒进了比德里茨的易北河支流中。（一说骨灰被撒到马格德堡的排水系统中。）

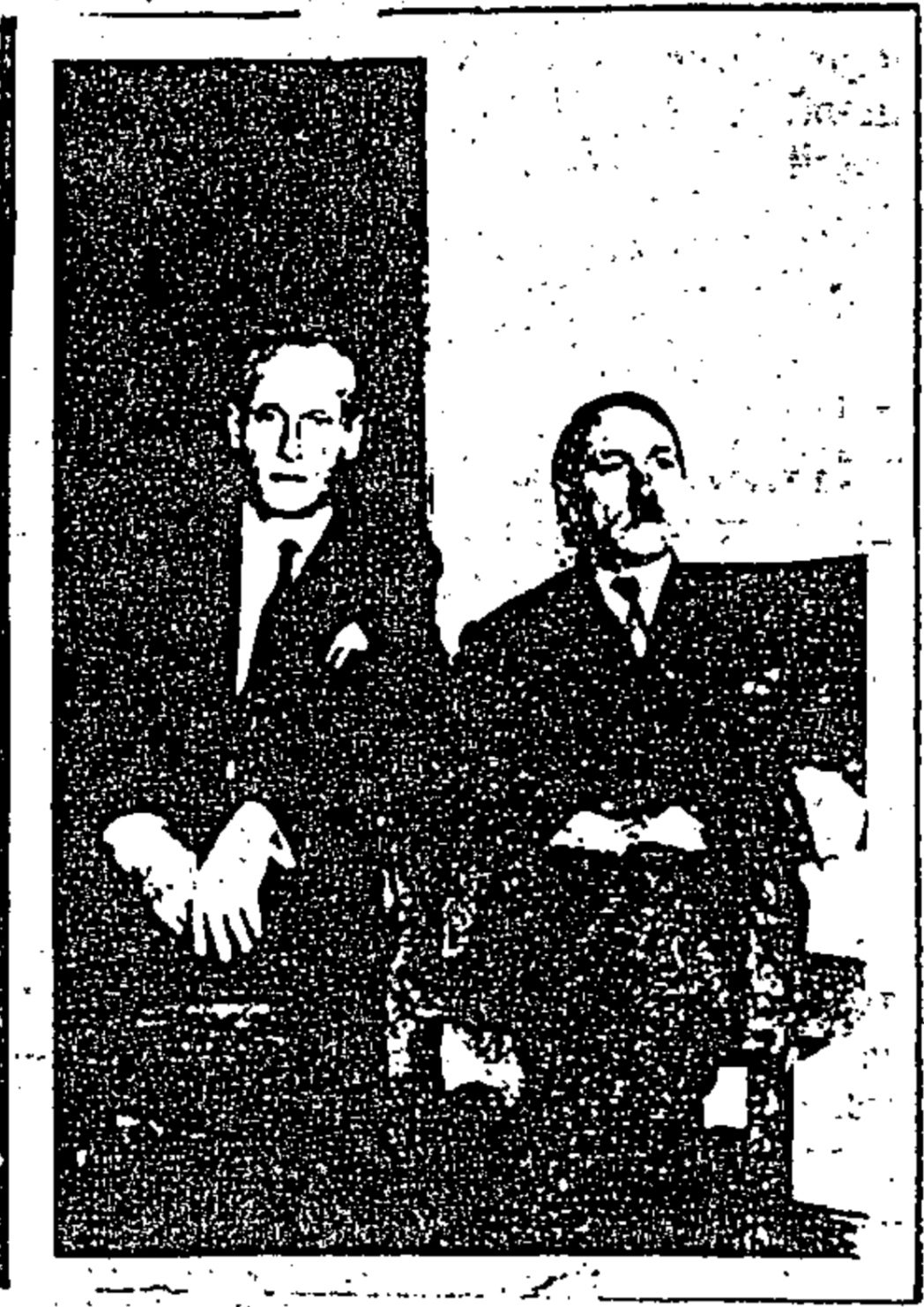
中央情报局解密的照片，显示了一名前SS士兵和一名他声称是希特勒的人，大约拍摄于1954年。

1946年5月时，施密尔舒还从之前埋葬希特勒的弹坑中找到两块颅骨碎片，上面有枪击的痕迹，且明显被焚烧过。这些碎片一直保存在苏联和俄罗斯的国家档案馆，之后被人遗忘，直至1993年才被重新发现。这些颅骨碎片长期以来一直被苏联认为是希特勒的遗骨，但并非主要物证。然而2009年美国研究者对这些头骨碎片进行了DNA测定和法医学检测，实验结果发现这些遗骨的主人是一位女性。对骨缝的进一步检测确定其年龄应当在20至40岁之间。被苏联作为主要证据的是苏联红军于1945年5月取得的下颌骨碎片，但这一下颌骨碎片并没有参与2009年的检测。
在整个1940年代末和1950年代末期，联邦调查局和中央情报局记录了许多可能的线索，证明了希特勒可能还活着，但并不信任它们。 这些文件根据《纳粹战争罪行披露法》被解密，并于2010年代初开始在线发布。调查的秘密性质激发了许多阴谋论。
2018年5月，法国古病理学家和法医学家菲利普·沙利尔等人在《欧洲内科医学杂志》发表研究，确认俄罗斯保存的希特勒牙齿为其本人所有。沙利尔等人于2017年获得俄罗斯政府授权，得以通过现代法医学和生物医学技术检验俄罗斯保存的骨骼碎片。检验结果显示其形态与希特勒在1944年拍摄的X光片“完全相似”，其他证据亦显示此块骨骼属于希特勒，证实希特勒确实于1945年4月30日死亡。研究团队发现其牙齿上并无火药残留，但假牙上有氰化物痕迹，认为他可能对颈部或额头开枪同时服下了毒药。

## 脚注
1. 1 2  Fischer 2008，第47頁: "... Günsche stated he entered the study to inspect the bodies, and observed Hitler ... sat ... sunken over, with blood dripping out of his right temple. He had shot himself with his own pistol, a PPK 7.65."
2. ↑  Kershaw 2008，第955頁: "... Blood dripped from a bullet hole in his right temple ..."
3. 1 2 3  MI5 staff 2011: "...30 April ... During the afternoon Hitler shot himself..." "In the small hours of 28-29 April Hitler dictated his will, in the form of a political and personal testament, to Gertrud 'Traudl' Junge... Soon afterwards Hitler and his mistress Eva Braun were married."
4. ↑  Kershaw 2008，第956頁.
5. ↑  Horrabin 1946, Vol. X，第51頁.
6. 1 2  Horrabin 1946, Vol. X，第53頁.
7. ↑  Horrabin 1946, Vol. X，第43頁.
8. ↑  Bellamy 2007，第648頁.
9. ↑  Beevor 2002，第139頁.
10. ↑  Shirer 1960，第1105頁.
11. ↑  Beevor 2002，第209–217頁.
12. ↑  Beevor 2002，第255–256, 262頁.
13. ↑  Erickson 1983，第586頁.
14. ↑  Beevor 2002，第275頁.
15. ↑  O'Donnell 2001，第230, 323頁.
16. ↑  Shirer 1960，第1116頁.
17. 1 2  Beevor 2002，第289頁: "Göring ... then drafted the text which was transmitted to Berlin that night. ... It cannot have been hard for Bormann to have roused Hitler's suspicions."
18. ↑  Shirer 1960，第1118頁.
19. ↑  Beevor 2002，第323頁.
20. ↑  Kershaw 2008，第943–946頁.
21. ↑  Kershaw 2008，第946–947頁.
22. ↑  Shirer 1960，第1194頁.
23. ↑  Beevor 2002，第343頁.
24. ↑  Shirer 1960，第1131頁.
25. 1 2  Kershaw 2008，第951–952頁.
26. 1 2  Erickson 1983，第603–604頁.
27. 1 2  Beevor 2002，第358頁: "... Hitler shook hands with his closest associates in a distant manner, then left them. ..."
28. 1 2 3 4 5  Linge 2009，第199頁.
29. ↑  Joachimsthaler 1999，第160–182頁.
30. 1 2  Rosenberg 2009.
31. ↑  Beevor 2002，第359頁: "... her lips puckered from the poison."
32. ↑  Fischer 2008，第47–48頁.
33. 1 2  Linge 2009，第200頁.
34. ↑  Joachimsthaler 1999，第197, 198頁.
35. ↑  Joachimsthaler 1999，第162頁.
36. ↑  Joachimsthaler 1999，第162, 175頁.
37. ↑  Joachimsthaler 1999，第210–211頁.
38. ↑  Joachimsthaler 1999，第211頁.
39. ↑  Joachimsthaler 1999，第217–220頁.
40. ↑  Beevor 2002，第381頁: "Hamburg radio station warned the German people that a grave and important announcement was about to be made. Suitably funereal music from Wagner and Bruckner's Seventh Symphony was played ... Grand Admiral Dönitz ... stated that Hitler had fallen, ... and announced his succession."
41. ↑  Kershaw 2008，第959頁.
42. ↑  Kershaw 2008，第961–963頁.
43. 1 2  Erwin Wickert, German Embassy during the War: Testimony of a Diplomat in Japan, Translated by Machiko Sato, Chuokoron-sha, February 1998.ISBN  4120027457 .
44. ↑  “ Hitler's death --later Russian disclosures ”. Archived from the original on January 4, 2013 . Retrieved March 9, 2019
45. ↑  Beevor 2002，第367頁.
46. ↑  Eberle & Uhl 2005，第280頁.
47. ↑  Beevor 2002，第368頁.
48. ↑  Eberle & Uhl 2005，第280, 281頁.
49. ↑  Beevor 2002，第380, 381頁: "Madga Goebbels ... opened the mouths of the sleeping children, put an ampoule of poison between their teeth and forced their jaws together. ... Joseph and Magda Goebbels ... crunched on glass cyanide ampoules and either they shot themselves with the pistols at the same moment ... or else Schwaegermann shot both of them ..."
50. ↑  Beevor 2002，第387, 388頁.
51. ↑  Beevor 2002，第387頁: "General Krebs and General Burgdorf ... had drawn their Luger pistols and blown their brains out."
52. ↑  Kershaw 2001，第1038–1039頁.
53. ↑  Dolezal 2004，第185–186頁.
54. 1 2 3  Kershaw 2008，第958頁.
55. ↑  Joachimsthaler 1999，第225頁: "... the only thing to remain of Hitler was a gold bridge with porcelain facets from his upper jaw and the lower jawbone with some teeth and two bridges."
56. 1 2  Eberle & Uhl 2005，第282頁.
57. 1 2  Vinogradov et al. 2005，第333頁.
58. 1 2  Halpin & Boyes 2009.
59. 1 2  Eberle & Uhl 2005，第288頁: "... New versions of Hitler's fate were presented by the Soviet Union according to the political needs of the moment ..."
60. ↑  MI5 staff 2011: "...30 April ... During the afternoon Hitler shot himself..." "In the small hours of 28-29 April Hitler dictated his will, in the form of a political and personal testament, to Gertrud 'Traudl' Junge... Soon afterwards Hitler and his mistress Eva Braun were married."
61. ↑  Callan 2010.
62. ↑  Petrova & Watson 1995，第162頁.
63. ↑  Erickson 1983，第606頁: "... both committing suicide by biting their cyanide ampoules."
64. 1 2  O'Donnell 2001，第322–323頁: "... we have a fair answer ... to the version of ... Russian author Lev Bezymenski ... Hitler did shoot himself and did bite into the cyanide capsule, just as Professor Haase had clearly and repeatedly instructed ... "
65. ↑  Kershaw 2001，第1037頁: "The intentionally misleading account of Hitler's death by cyanide poisoning put about by Soviet historians ... can be dismissed."
66. ↑  Fest 1974，第749頁: "... most Soviet accounts have held that Hitler also [Hitler and Eva Braun] ended his life by poison ... there are contradictions in the Soviet story ... these contradictions tend to indicate that the Soviet version of Hitler's suicide has a political colouration."
67. ↑  Joachimsthaler 1999，第157頁: "Axmann elaborated on his testimony when questioned about his "assumption" that Hitler had shot himself through the mouth."
68. ↑  Joachimsthaler 1999，第166頁: "... the version involving a 'shot in the mouth' with secondary injuries to the temples must be rejected ... the majority of witnesses saw an entry wound in the temple... according to all witnesses there was no injury to the back of the head."
69. ↑  Vinogradov et al. 2005，第335–336頁.
70. 1 2  Beevor 2002，第431頁: "In 1970 the Kremlin finally disposed of the body in absolute secrecy ... body ... was exhumed and burned." "Hitler's jaws ... had been retained by SMERSH, while the NKVD kept the cranium. These remnants were recently rediscovered in the former Soviet archives. The rest of the body ... was exhumed ... and burned. The ashes were flushed into the town [Magdeberg] sewage system."
71. ↑  Magness, Josh. . Miami Herald. 2017-10-31  [2019-07-18]. （原始内容存档于2017-10-31） （英语）.
72. ↑  Isachenkov 1993.
73. ↑  CNN staff 2009.
74. ↑  Goñi 2009.
75. ↑  CIA Chief of Station, Caracas,  (PDF), CIA, 1955-10-03  [2018-09-06], （原始内容存档 (PDF)于2017-02-11） （英语）
76. ↑  CIA staff, , CIA FOIA, 2013  [2019-07-17], （原始内容存档于2019-01-08） （英语）
77. ↑  US Federal Bureau of Investigation. . FBI Records: The Vault. 2011-04-10  [2019-01-08]. 原始内容存档于2011-04-10 （英语）.
78. ↑  Anderson, John. . Fortune. 2015-11-10  [2018-09-19]. （原始内容存档于2015-11-14） （英语）.
79. ↑  Charlier et al. 2018.
80. ↑  AFP 2018.
81. ↑  Selk 2018.

## 延伸阅读
书籍
- Bullock, Alan. . New York: Penguin Books. 1962. ISBN 978-0-14-013564-0.
- Fest, Joachim. . New York: Farrar, Straus and Giroux. 2004. ISBN 978-0-374-13577-5.
- Galante, Pierre; Silianoff, Eugene. . New York: G. P. Putnam's Sons. 1989. ISBN 978-0-3991-3404-3.
- Gardner, Dave. . Worcester, UK: BMM. 2001. ISBN 978-0-9541544-0-0.
- Lehmann, Armin D. . Guilford, CT: Lyon's Press. 2004. ISBN 978-1-59228-578-5.
- Rzhevskaya, Elena.  [Berlin 1945: Memoirs of a Wartime Interpreter]. 1965.
- Ryan, Cornelius. . New York: Simon and Schuster. 1966. OCLC 711509.
- Trevor-Roper, Hugh. . Chicago: University of Chicago Press]. 1992 [1947]. ISBN 978-0-226-81224-3.
- Waite, Robert G. L. . New York: DaCapo Press. 1993 [1977]. ISBN 978-0-306-80514-1.

文章
- BBC staff. . BBC. 2000-04-26  [2015-09-01]. （原始内容存档于2016-07-17）.
- CNN staff. . CNN. 2009-12-11  [2015-09-01]. （原始内容存档于2016-03-05）.